# چارلز عیسوی
چارلز عیسوی (۱۹۱۶ – ۸ دسامبر ۲۰۰۰) اقتصاددان و مورخ خاورمیانه در دانشگاه کلمبیا و دانشگاه پرینستون بود. راجر اوون، (استاد تاریخ خاورمیانه) معتقد است که عیسوی «پدر مطالعه تاریخ اقتصادی مدرن در خاورمیانه» است.

## زندگی
عیسوی در سال ۱۹۱۶ در قاهره از پدر و مادر مسیحی یونانی ارتدوکس متولد شد. او در کالج ویکتوریا در اسکندریه تحصیل کرد و فلسفه، سیاست و اقتصاد را در کالج مگدالن، آکسفورد خواند. او از سال ۱۹۳۷ تا ۱۹۴۳ تحت استخدام دولت مصر بود و از سال ۱۹۴۳ تا ۱۹۴۷ در دانشگاه آمریکایی بیروت تدریس کرد. او در سال ۱۹۵۱ به دانشگاه کلمبیا پیوست و استاد اقتصاد مؤسسه راگنار نورکس شد. او علاوه بر این مدیر مؤسسه خاورمیانه و خاور نزدیک در دانشگاه کلمبیا بود. از سال ۱۹۷۵ تا سال ۱۹۸۶ که بازنشسته شد، استاد بورسیه بیرد داج در مطالعات خاور نزدیک در دانشگاه پرینستون بود. از سال ۱۹۸۷ تا ۱۹۹۱ وی استادیار اقتصاد در دانشگاه نیویورک بود.
چارلز عیسوی در ۸ دسامبر ۲۰۰۰ در سن ۸۴ سالگی درگذشت.

## کتاب‌ها
- مصر: مصر: تحلیل اقتصادی و اجتماعی (۱۹۴۷)
- مصر در میانه قرن (۱۹۵۴)
- مصر در انقلاب: یک تحلیل اقتصادی[۲] (چاپ گرین وود، ۱۹۶۳)
- تاریخ اقتصادی خاورمیانه ۱۸۰۰–۱۹۱۴. یک کتاب خواندنی (انتشارات دانشگاه شیکاگو، ۱۹۶۶)
- تاریخ اقتصادی ایران، ۱۸۰۰–۱۹۱۴ (انتشارات دانشگاه شیکاگو، ۱۹۷۱)
- قوانین حرکت اجتماعی عیسوی (کتاب هاثورن، ۱۹۷۳)
- نفت، خاورمیانه و جهان (انتشارات کتابخانه، ۱۹۷۲)
- تاریخ اقتصادی خاورمیانه و شمال آفریقا (انتشارات دانشگاه کلمبیا، ۱۹۸۲)